# Plantago bellidioides
Plantago bellidioides är en grobladsväxtart som beskrevs av Joseph Decaisne. Plantago bellidioides ingår i släktet kämpar, och familjen grobladsväxter. Inga underarter finns listade i Catalogue of Life.